# ۲۰۴۶ (میلادی)
۲۰۴۶ (میلادی) ۲۰۴۶مین سال تقویم میلادی است.

## درگذشتگان
‎